# Couiza
Couiza település Franciaországban, Aude megyében. Lakosainak száma 1130 fő (2022. január 1.). Couiza Coustaussa, Espéraza, Luc-sur-Aude, Montazels, Rennes-le-Château és Rennes-les-Bains községekkel határos.

## Népesség
A település népessége az elmúlt években az alábbi módon változott:
| Lakosok száma | 1297 | 1259 | 1287 | 1191 | 1145 | 1125 | 1111 | 1118 | 1122 | 1130 |
|               | 1968 | 1982 | 1990 | 2006 | 2013 | 2015 | 2017 | 2019 | 2020 | 2022 |